# Somerton (Norfolk)
Somerton is een civil parish in het bestuurlijke gebied Great Yarmouth, in het Engelse graafschap Norfolk met 289 inwoners.